# Tabanus bombayensis
Tabanus bombayensis är en tvåvingeart som beskrevs av Schuurmans Stekhoven 1926. Tabanus bombayensis ingår i släktet Tabanus och familjen bromsar. Inga underarter finns listade i Catalogue of Life.